# Jordanoleiopus mocquerysi
Jordanoleiopus mocquerysi là một loài bọ cánh cứng trong họ Cerambycidae.